# Валлиснерия южная
Валлиснерия южная (лат. Vallisneria australis) — вид водных растений из рода валлиснерия семейства Водокрасовые (Hydrocharitaceae). 
Обитает в болотах и проточных водах на глубине 7 метров.

## Описание
Многолетнее растение. Столоны белые или светло-коричневого цвета. Имеет узкие листья, длиной 3 м и шириной 1,1—3,5 см. Листья с тупой верхушкой, края мелкозубчатые, 5—7 лонгитудинальных жилок. Мужские и женские цветки находятся на разных растениях. Внутри цветок розовый либо белый, с тремя малозаметными лепестками. У мужских растений много цветков у мембранных оболочек. Женские цветки вырастают из мембранных оболочек, в конце у вьющихся стеблей. Плод у растения длиной 1,5—2 мм. Листовые жилки проходят продольно. Является своеобразным видом. Длина наружного лепестка мужского цветка 10—25 мм; цветонос 2—5 см, 3 и 2 околоцветники больше чем другие. Тычинки две. Женские цветки 2,5—4 см длиной, находятся на цветоносе длиной 2 м; 5 мм в диаметре, когда открываются, розовые или белые внутри. Наружний лепесток длиной 15—20 мм, завязи 15—25 мм длиной. Околоцветники имеют размер 1—2 мм. Сами цветки цветут в тёплое время года — с ноября по март.

## Ареал
Произрастает в южной Австралии (в штатах Новый Южный Уэльс, Квинсленд, Южная Австралия, Тасмания, Виктория), в субтропическом и умеренном поясах.

## Таксономия
Раннее, виды Vallisneria spiralis, Vallisneria gigantea и Валлиснерия южная считались одним видом. Первое название указывает на европейский вид. Второе — более позднее название указывает на вид, найденный в Новой Гвинее; возможно он является синонимом Vallisneria nana. Одно время Валлиснерия южная объединялась с видом Vallisneria americana. Хотя австралийский вид сильно отличается от Vallisneria americana. Валлиснерия южная даёт более длинные листья, а Vallisneria americana — более узкие семена. Первая попытка систематизации вида была предложена в 2008 году в книге «Systematics of Vallisneria (Hydrocharitaceae)».

## Содержание
Освещение должно быть на высоком или среднем уровне. Температура 18—28°C. Быстро растёт. Водородный показатель 6—9. Жёсткость воды — от средней до очень жёсткой. Популярен в аквариумах с дискусами и цихлидами.